# Vanlig tanrek
Vanlig tanrek (Tenrec ecaudatus) är en art i underfamiljen egentliga tanrekar och den enda arten i släktet Tenrec. Den är en av de största arterna i familjen tanrekar.
Artepitet i det vetenskapliga namnet är latin med betydelse "har ingen svans".

## Kännetecken
Djuret har huvudsakligen borstlika hår på kroppen och däribland finns glest fördelat några taggar. Pälsens färg varierar mellan gråbrun, mörkbrun och rödbrun. Nosen är påfallande långsträckt med svarta morrhår. De främre extremiteterna är längre än de bakre och vid varje fot finns fem tår. Arten når en kroppslängd mellan 26 och 40 centimeter och därtill kommer en 1,5 centimeter lång svans. Vuxna individer har en vikt mellan 1,6 och 2,4 kilogram vilket gör vanlig tanrek till den tyngsta arten i familjen.
Kroppstemperaturen kan variera mellan 24 och 35 °C men är vanligen 28 eller 29 °C.
Hannarnas hörntänder är ibland 1,5 cm långa.

## Utbredning och habitat
Vanlig tanrek förekommer på nästan hela Madagaskar från låglandet till 900 meter höga bergstrakter. Dessutom har arten införts på Komorerna, Maskarenerna och Seychellerna. Habitatet utgörs av olika sorters skogar, bland annat tropisk regnskog och skogar i bergstrakter, allt för torra regioner undviker den. Djuret föredrar tät undervegetation i närheten av vattenansamlingar.

## Levnadssätt
Arten är aktiv på natten och har två aktiva perioder per dygn, den första på kvällen (mellan klockan 18 och 21) och den andra efter midnatt (mellan klockan 1 och 5). Den vandrar varje natt genom ett område som är ungefär två hektar stort. Vanlig tanrek har bra förmåga att simma och klättra på klippor men den vistas nästan aldrig i träd. Blir djuret hotat riktar det sina borstlika hår utåt och utstöter hotfulla läten men tanreken kan inte rulla ihop sig som igelkottanrekar. Djuret gräver underjordiska bon för att vila. Före vintern gräver arten upp till två meter långa tunnlar där den faller i dvala (torpor).

## Föda
Vanlig tanrek är allätare som huvudsakligen har insekter, maskar och andra ryggradslösa djur som föda. Ibland äter den mindre ryggradsdjur eller vegetabilier som frukter. Födan hittas huvudsakligen med hjälp av de bra utvecklade lukt- och känselsinnen. Å andra sidan är även synen bättre utvecklad än hos de flesta andra tanrekarna.

## Fortplantning
Under våren (september till november) uppstår häftiga strider mellan hannarna om rätten att para sig. Dräktigheten varar i cirka två månader och sedan föds vanligen omkring 15 ungdjur. I vissa fall föder honan upp till 32 ungar per kull, vilket är rekord bland nu levande däggdjur. Honor har därför mellan 12 och 15 par spenar. Ungarna är vid födelsen små, blinda och hjälplösa men är i motsats till vuxna individer helt täckta av vita taggar. Dessa faller av efter några månader. Efter 9 till 14 dagar öppnar ungarna ögonen för första gången och efter cirka tre veckor följer de modern under utflykter. I april eller maj är de självständiga och lämnar modern men syskonen håller vanligen ihop en tid. Den äldsta kända individen blev lite över 6 år gammal.

## Vanlig tanrek och människor
Arten är i viss mån kulturföljare. Den skapar sina bon bland risodlingar och letar i människans sophögar efter föda. Därför är den inte lika hotad av skogsskövlingen som andra tanrekar. Vanlig tanrek jagas ibland för köttets skull och dessutom står den i konkurrens med införda råttor. Beståndet är jämförelsevis stort och arten listas av IUCN som livskraftig.